# Dragon's Revenge
Dragon's Revenge est un jeu vidéo de flipper développé et édité par Tengen en 1993 sur Mega Drive.